# La Giasoneide, O Sia La Conquista Del Vello D’Oro

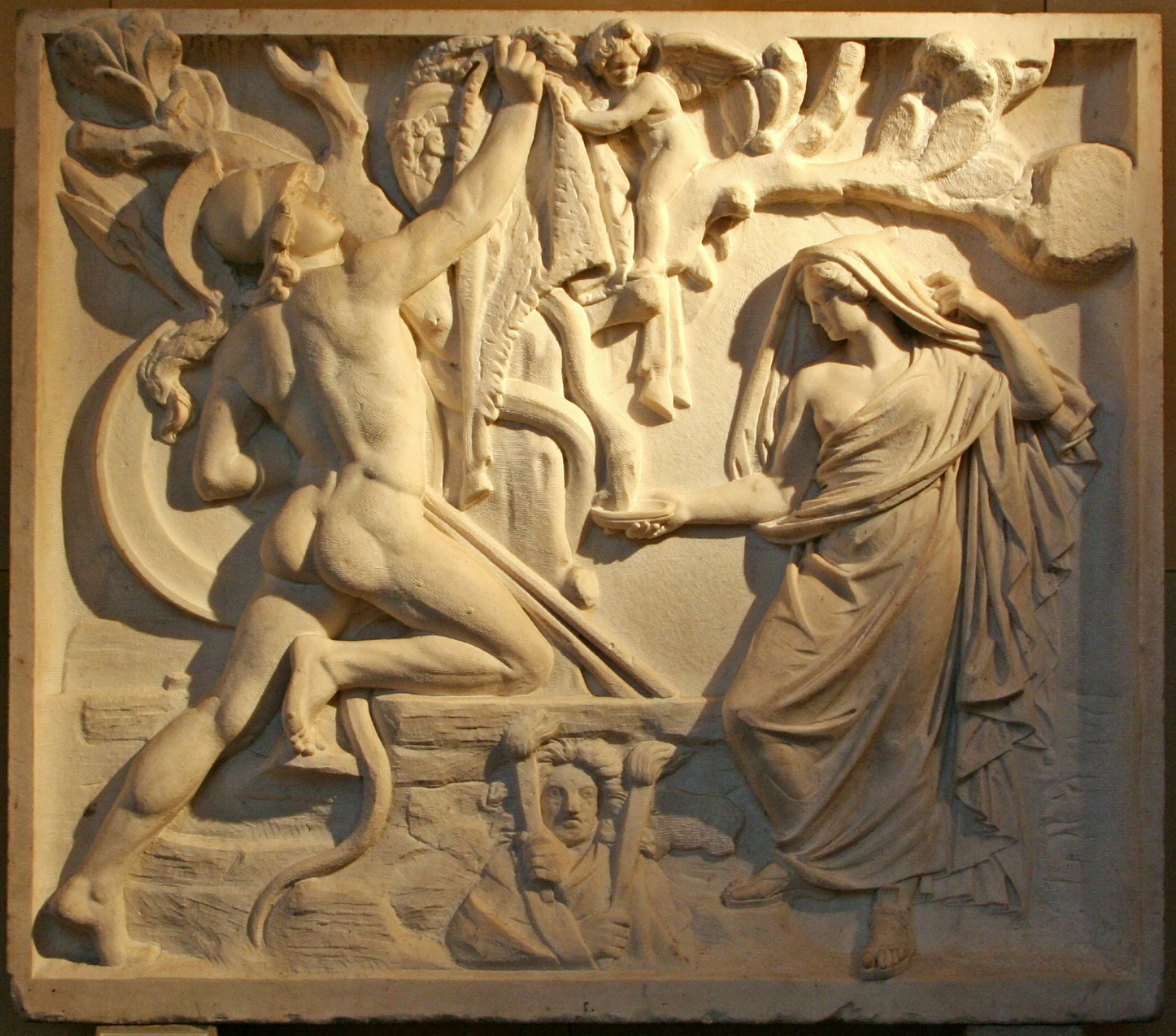
Christian Daniel Rauch, Jazon i Medea, płaskorzeźba

La Giasoneide, O Sia La Conquista Del Vello D’Oro – epos włoskiego poety Ubalda Mariego, opublikowany w 1780. Utwór jest napisany oktawą (ottava rima), czyli strofą ośmiowersową rymowaną abababcc, pisaną jedenastozgłoskowcem (endecasillabo). Zwrotka ta była tradycyjnie formą włoskiego eposu i poematu heroikomicznego. Poemat został poprzedzony dedykacją dla króla Prus Fryderyka Wielkiego. Ta część dzieła jest napisana wierszem białym. Epos składa się z dziesięciu pieśni. Opowiada historię Jazona i Argonautów, którzy wypłynęli w rejs poszukiwaniu „Złotego runa”.